# 自知力
自知力（insight）在精神病学中是自我判断自我心理状态和生理状态的能力。自知力具有多个维度，包括临床自知力（clinical insight，对疾病及其症状的认识）、认知自知力（cognitive insight，认识和更新扭曲信念的能力）以及内省准确性（introspective accuracy，评估自身能力的准确度）。
自知力差最极端的形式是病识缺失症，即完全缺乏对自身精神疾病的认知。不同的精神疾病与不同程度的自知力相关联。例如，患有强迫症和各种恐惧症的人往往具有相对良好的自知力，能够意识到自己有问题，且认识到自己的想法和/或行为是不合理的，尽管会仍然感到必须执行这些想法和行为。患有精神分裂症和各种精神病性疾病的患者往往很难意识到自己有任何问题。自知力的损害程度是否完整对判断患者是否患有重型精神疾病如精神分裂症有着很重要的意义。一般的重型精神疾病如发病很急，自知力會很快變得不完整或丧失。如发病缓慢，自知力受到损害的过程、程度也比較缓慢。有些时候自知力的损害程度和精神病的病理症状并不是平行的。在一樣的精神病症状下，不同的病人可能有不同程度的自知力。病人在一天当中也存在不同程度的自知力，心情好的时候自知力会变得好些，不顺意或发作时则反。
精神病学中的自知力可以分为几个维度。“临床自知力”，即对自身疾病和相关症状的认识，是最早也是研究最充足的概念。贝克等人（2004）定义了“认知自知力”，即一个人认识和远离扭曲信念，并重新评估和更新现有信念的能力。贝克还提供了贝克认知自知力量表（BCIS）用于测量。 最后，“内省准确性”，即一个人评估自身技能和能力的能力，是在2000年代从自我评估问卷研究中发展而来。
良好的认知自知力预示着精神病患者在认知行为疗法中会有良好的治疗效果。 另一方面，对于精神分裂症患者来说，良好的认知自知力与更高的自我污名化、更高的治疗自知力和更低的药物依从性相关，但是和整体生活质量不相关。 在精神分裂症患者中，内省准确性是功能预后的一个强有力预测因子。
一些精神科医生认为抗精神病药可能会导致患者缺乏自知力。